# Le BGG
Pour les articles homonymes, voir BFG, BGG et Le Bon Gros Géant (homonymie).
Le BGG ''Le Bon Gros Géant"(The BFG) est un téléfilm d'animation britannique réalisé par Brian Cosgrove et diffusé pour la première fois à la télévision britannique le 25 décembre 1989. Il s'agit d'une adaptation du roman de Roald Dahl Le Bon Gros Géant (le film en reprend le titre original anglais, The BFG, pour Big Friendly Giant).

## Résumé détaillé.
Par une belle nuit étoilée, un hibou dérangé par une forme étrange, s'envole pour aller se poser sur le toit d'un orphelinat ou vit une petite fille appelée Sophie. Cette dernière, ne dormant pas, se lève de son lit pour se diriger vers la fenètre, non sans se faire disputer par la directrice de l'orphelinat qui lui impose une punition le lendemain matin. Sophie, après avoir contemplé l'extérieur, s'apprête à se recoucher lorsque, elle voit une forme gigantesque, rôder dans les rues. Le géant, la surprend, s'empare de la jeune fille, et l'emmène dans son pays. Dans sa grotte, Sophie est terrorisée, malgré l'attitude amicale et joviale du géant. Ce dernier se présente comme le ''Bon Gros Géant'' (abrégé en BGG), un géant totalement inoffensif envers les humains et se nourrsant exclusivement de Schnocombres (sorte de légume de son pays, au gout répugnant), lui explique non éprouver de remords, qu'il l'a enlevé pour l'empêcher de raconter qu'elle à vu un géant et lui éviter de se faire capturer. Alors qu'il s'apprête à lui raconter son secret , un géant plus grand et plus féroce que le BGG, le buveur de sang, pénètre dans sa grotte, l'ayant entendu parler avec quelqu'un, sent la présence de Sophie et commence à fouiller, avant de se faire convaincre par le BGG, que le Schnocombres a le même gout que les os. Il réalise avec horreur que Sophie est cachée dans le légume. Le buveur de sang, enragé par le gout ignoble du légume, malmène le BGG avant de faire quelques dégats matériel et de quitter son antre. Le BGG, pleurant la mort de Sophie, entend tousser, et s'apercoit qu'elle a été recrachée en même temps que la bouchée de schnocombre. Après l'avoir ramassé, Sophie se rend compte de la difficulté d'élocution du géant qui n'ayant pas eu la chance d'aller à l'école, éprouve de grand difficulté pour parler, inventant des mots  pour décrire quelque chose (« hommes de terres » pour les humains, etc.), que Sophie apprécie énormément. Le géant lui permet de prendre un bain, lui révèle qu'il souffle des rêves aux enfants endormis dans le monde, et après lui avoir confectionné une robe à partir de la couverture de son lit, l'emmène à sa machine à Frambouille, une boisson ayant la particularité d'avoir les bulles qui descendent, faisant crépiter (péter), et permettent de voler. Le lendemain matin, le BGG emmène la jeune fille au royaume des rêves pour y récolter des rêves. Sur sa route, le BBG se heurte aux autres géants, dont le plus grand d'entre-eux, l'avaleur de chair fraîche,

## Fiche technique
- Titre original : The BFG (titre complet : The Big Friendly Giant)[1]
- Titre français : Le BGG
- Réalisation : Brian Cosgrove
- Scénario : John Hambley, d'après le roman Le Bon Gros Géant de Roald Dahl
- Musique : Keith Hopwood, Malcolm Rowe
- Montage : Nigel Rutter
- Direction de production : Chris Phillips
- Production : Brian Cosgrove, Mark Hall, John Hambley
- Production exécutive : John Hambley
- Sociétés de production : Cosgrove Hall Films
- Pays d'origine : Royaume-Uni
- Durée : 87 minutes
- Son : stéréo
- Format : 1,33:1, couleur
- Date de première diffusion : 
  -  Royaume-Uni : 25 décembre 1989[1]

## Distribution

### Voix originales
- David Jason : le Bon Gros Géant
- Amanda Root : Sophie
- Angela Thorne : la Reine d'Angleterre
- Ballard Berkeley : le Chef de l'armée
- Michael Knowles : le Chef des forces aériennes
- Don Henderson : Bloodbottler / Fleshlumpeater / le sergent
- Mollie Sugden : Mary
- Frank Thornton : M. Tibbs
- Myfanwy Talog : Mme Clonkers
- Jimmy Hibbert : voix additionnelles

### Voix québécoises[2]
- Benoît Marleau : le Bon Gros Géant
- Violette Chauveau : Sophie
- Élizabeth Lesieur : la Reine d'Angleterre
- Gérard Delmas : le Chef de l'armée
- Alain Clavier : le Chef des forces aériennes
- Jean Galtier : le Sergent
- Dyne Mousso : Mary
- Ronald France : M. Tibbs
- Anne Caron : Mme Clonkers